# Annelous Lammerts
Annelous Lammerts (Rockanje, 1 november 1993) is een Nederlands kitesurfster actief in de Formula Kite-klasse. 
Lammerts was actief in verschillende disciplines van het kiteboarden zoals parkriding, freestyle en slalom. In 2012 werd ze Europees kampioen freestyle en in 2017 en 2019 won ze de Kite Park League (KPL). Daarnaast doet ze ook aan snowboarden. Vanaf 2020 ging ze zich richten op de nieuwe olympische discipline kitefoilen. Ze behaalde een vierde plaats op het wereldkampioenschap 2023 in Den Haag. Op de Olympische Zomerspelen 2024 won Lammerts een bronzen medaille.